# Amy Johnson

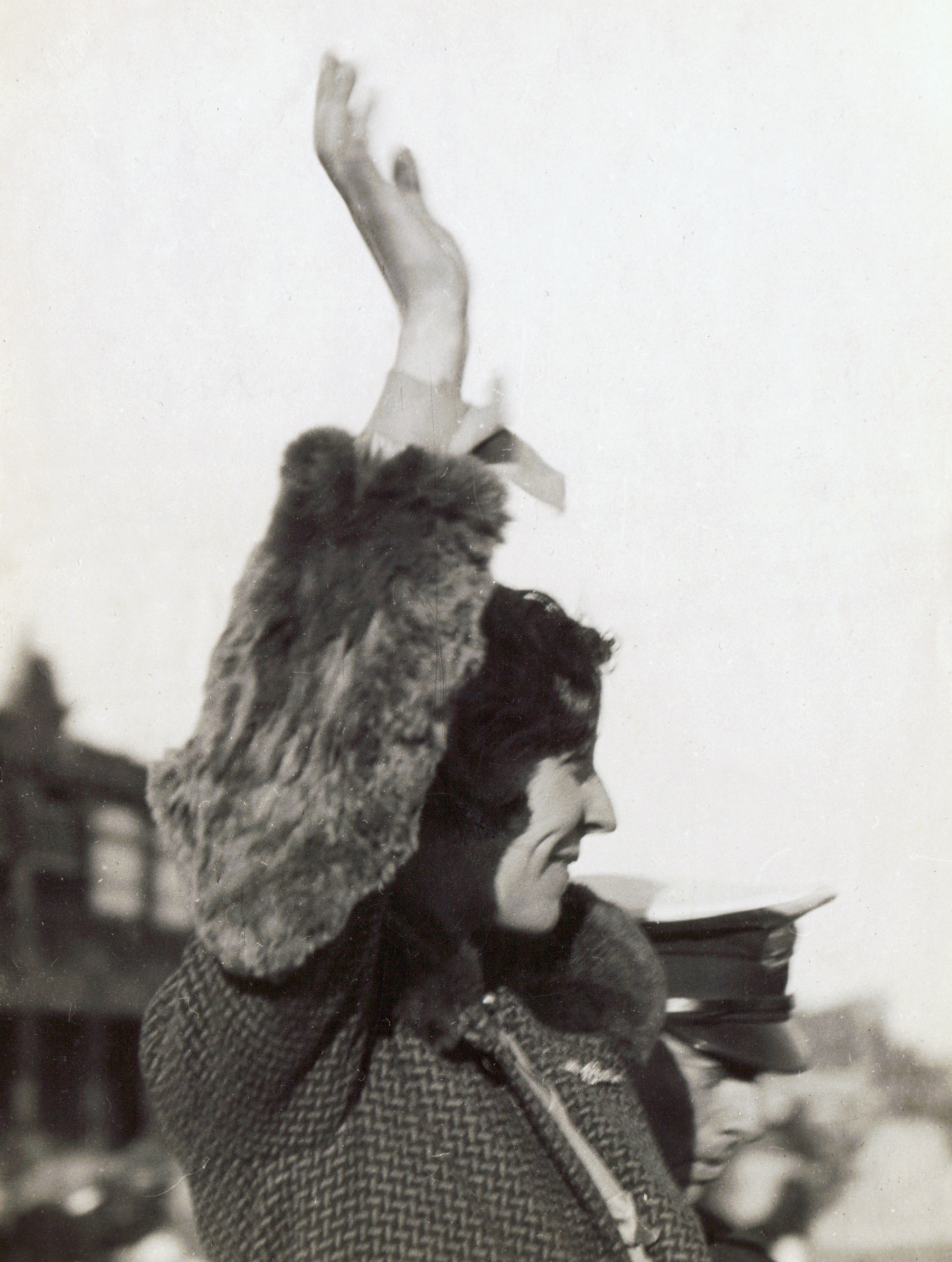
Amy Johnson

Amy Johnson, född 1 juli 1903 på nr. 154 St. George's Road i Hull, England, död 5 januari 1941 nära Herne Bay i Kent, var en brittisk flygpionjär.

## Biografi
Hon var dotter till en fiskhandlare i norra England. Hon begav sig till London, där hon försörjde sig på diverse arbeten medan hon gick mekanikerutbildning på kvällstid. 1929 blev hon den första kvinnan i världen som fick flygmekanikerlicens och samma år tog hon flygcertifikat.
Hon genomförde en ensamflygning från Croydon i södra London till Australien 1930 på 19,5 dagar. Johnson landade den 24 maj 1930 med sitt Gypsy Moth-plan Jason i Darwin, Australien och var då den första kvinna som hade flugit solo från England. Hennes avresa 19 dagar tidigare hade inte väckt mycket uppmärksamhet men hennes mod i sandstormar och vid nödlandningar gjorde henne till en internationell hjältinna. Bland annat hade hon havererat i Rangoon i Burma och lagat flygplansvingarna med tygremsor från sönderrivna skjortor.
1932 genomförde hon sin tids snabbaste flygning någonsin från England till Kapstaden i Sydafrika.
Hon gifte sig den 29 juli 1932 med flygaren Jim Mollison och tillsammans flög de över Nordatlanten 1933 och genomförde flera andra pionjärflygningar innan de skilde sig 1938.
Amy Johnson havererade vid Themsens mynning under ett uppdrag under andra världskriget, då hon tjänstgjorde för Air Transport Auxilary, det brittiska flygvapnets särskilda enhet för kvinnliga piloter. Planet hittades i det leriga vattnet men hennes kropp återfanns aldrig.

## Eftermäle
Nedslagskratern Johnson på planeten Venus är uppkallad efter henne.

## Utmärkelser
- Kommendör av 2 klass av Brittiska imperieorden,  1930[7]
- Segrave Trophy,  1932[8]
- Brittiska imperieorden
- Harmontrofén
- Women in Aviation International

[Redigera Wikidata]